# INFP
INFP (ang. Introverted Intuitive Feeling Perceiving – Introwertyk Intuicyjny Uczuciowiec Obserwator) – skrót stosowany przy jednym z szesnastu typów Myers-Briggs Type Indicator (MBTI) oraz w innych jungowskich testach osobowości.
INFP to typ introwertywny z przewagą uczuć, intuicyjny, obserwujący. Osoby o tym typie osobowości cechuje introwersja, kierowanie percepcji i działań na własne myśli, emocje. Podejście uczuciowe nakierowane jest na wnętrze.
INFP są niezwykle lojalne i oddane wobec najbliższych im ludzi. Będące „wrażliwcami” szukającymi za wszelką cenę jedności z drugim człowiekiem i reagującymi na emocje innych, wykazują jednak silne pragnienie posiadania mocnego systemu wartości oraz sensu we własnym życiu. Osobowości INFP nie mogą obyć się bez życiowych priorytetów, którym mogłyby się oddać i za które mogłyby walczyć. Skrajni idealiści, przez co nie mogą szybko podjąć decyzji i często doznają rozczarowań z powodu swych zbyt dużych oczekiwań.
Kolejną cechą, którą INFP zawdzięcza intuicji i zmysłowi obserwatora, jest ogromna wyobraźnia i otwarty umysł. Są bardzo kreatywne i wyrozumiałe – wielu artystów posiada właśnie ten typ osobowości. Często bywają indywidualistami i same bez problemów tolerują inność wśród ludzi, o ile nie kłóci się ona z wyznawanymi przez nie wartościami. Na ogół wykazują szczególne talenty językowe i z reguły są bardzo dobrymi pisarzami.
Zalecane zawody dla INFP to: aktor, muzyk, rysownik, malarz, pisarz, poeta, fotograf, socjolog, dziennikarz, działacz społeczny, psycholog czy producent filmowy.